# Belmonte de San José
Belmonte de San José – gmina w Hiszpanii, w prowincji Teruel, w Aragonii, o powierzchni 33,96 km². W 2011 roku gmina liczyła 126 mieszkańców.